# Морахалом
Морахалом (венг. Mórahalom) — город в Венгрии в медье Чонград-Чанад, административный центр Морахаломского района.

## История
Морахалом является довольно молодым населённым пунктом: его развитие началось в 1970-х годах, а городом он стал в 1989 году.
Согласно переписи 2010 года в городе проживало 6072 человека, почти все в качестве национальности указали «венгр».

## Население
| Год  | Численность | Численность |
| ---- | ----------- | ----------- |
| 2013 | 5822        | [ 2 ]       |
| 2014 | 5872        | [ 3 ]       |
| 2018 | 6145        | [ 4 ]       |
| 2021 | 6479        | [ 5 ]       |
| 2022 | 6066        | [ 6 ]       |
| 2023 | 6227        | [ 7 ]       |
| 2024 | 6341        | [ 1 ]       |

## Города-побратимы
- Bački Vinogradi[вд], Сербия
- Sânmartin[вд], Румыния
- Пьевепелаго, Италия
- Темерин, Сербия
- Унеюв, Польша
- Хамерау, Германия